# شمس‌الدین مرادی
{
}}[

### شمس الدین مرادی
خوشنویس، نقاش، طراح گرافیک
کارشناس ارشد ارتباط تصویری از دانشگاه هنر
دارای مدرک استادی از انجمن خوشنویسان ایران
افتخارات :
- دارنده نشان بین‌المللی اکو از سازمان یونسکو (نشان فردوسی)
- عضو مرکز توسعه هنرهای تجسمی تهران
- برگزیده اول تا سوم جشنواره‌های ملی و بین‌المللی: ترکیه، فجر، دوسالانه هاو…

خوشنویسی و چاپ کتابهای: دیوان حافظ، رباعیات خیام، «کتاب قرآنی من نزدیکم» و مجموعه خوان هشتم با دیباچه استاد دکتر میرجلال‌الدین کزازی
نمایشگاه‌های داخلی: ده نمایشگاه انفرادی از جمله تهران: فرهنگسرای نیاوران، صبا، ارسباران، بهمن و شرکت در نمایشگاه‌های متعدد گروهی
نمایشگاه‌های خارجی:
صربستان - بلگراد - دانشگاه مگاترند
فرانسه - دانشگاه استراسبورگ - همایش نیک‌اندیشی در هنر ایرانی
کره جنوبی - سئول - فستیوال‌های سئول (کره جنوبی - سئول)
اجرای پرفرمنس خط با لی سانگ از کره جنوبی
روسیه - مسکو - فستیوال هنرهای شرقی
هندوستان - دهلی - دانشگاه دهلی
فنلاند و …
گروهی: سریلانکا، مالزی و تاجیکستان
به کوشش بنیاد فردوسی و مرکز دانشگاهی مطالعات و پژوهشهای ایرانی آلزاس و با همکاری گروه خاورشناسی دانشگاه استراسبورگ از ۳ تا ۵ آوریل ۲۰۱۲ میلادی نمایشگاه خوشنویسی برگرفته از شاهنامه فردوسی با نام «نیک‌بختی در هنر ایرانی» در ساختمان دوره دکترای دانشگاه استراسبورگ فرانسه برپا گردید.
نمایشگاه و کارگاه خوشنویسی استاد شمس الدین مرادی درخلال برنامه جشنواره هنرهای شرقی در مسکو به مدت یک هفته در پارک سیکل نیکی، جنب موزه کالیگرافی مسکو برپا شد. استاد مرادی ضمن برگزاری کارگاه و نمایشگاه به آموزش الفبای فارسی و خط نستعلیق به علاقمندان پرداخت. به گفتهٔ ایشان هرچه بیشتر خط ما به منصهٔ ظهور وعرضه می‌رسد، ما بیش از پیش به ارزش گرانبها و واقعی این خط اصیل وجاودانه می‌رسیم.